# Ahmed Abdelhay
Ahmed Abdelhay (19 de agosto de 1984) é um voleibolista profissional egípcio.

## Carreira
Ahmed Abdelhay é membro da seleção egípcia de voleibol masculino. Em 2016, representou seu país no voleibol nos Jogos Olímpicos de Verão no Rio de Janeiro, que ficou em 9º lugar.